# Редер, Карл Готлиб

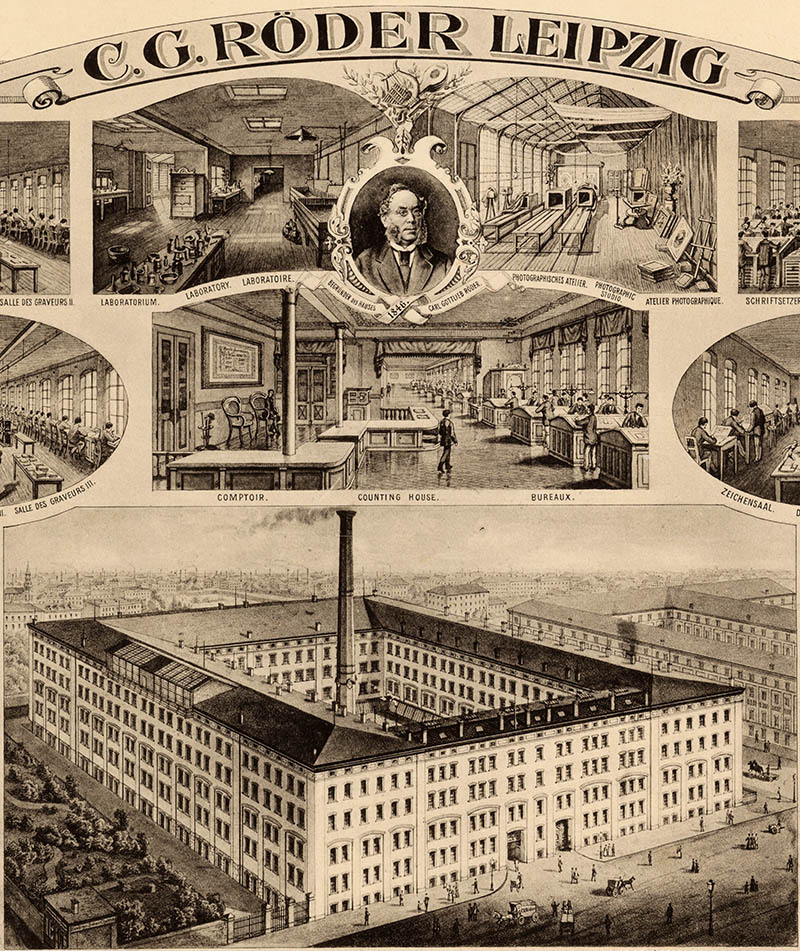
Литография компании CG Röder в Лейпциге с портретом основателя Карла Готлиба Редера. 1893 г.

Карл Готлиб Редер (Рёдер) (нем. Carl Gottlieb Röder; 2 июня 1812, Штёттериц, близ Лейпцига — 29 октября 1883, Голис, близ Лейпцига) — немецкий предприниматель, основатель и глава нотной типографии и гравировальни в Лейпциге (Rödersche Offizin für Notenstich und Notendruck, 1846).
В 1876 году, после 30 лет руководства, передал предприятие своим зятьям К. Л. X. Вольфу и К. Э. М. Ренчу. В нотопечатне К. Редера осуществлялись гравировка и печать продукции издательства «М. П. Беляев в Лейпциге». В 1915 году нотопечатное дело перешло в руки К. И. Райхеля. После Второй мировой войны (1939—1945) фирма функционировала как одно из крупнейших предприятий ГДР.